# 1986 w polityce
Wydarzenia polityczne w 1986 roku.

## Styczeń
- 3 stycznia – zmarł Jan Zumbach, pilot myśliwski[1].
- 21 stycznia – zmarł Gordon Holmes MacMillan, brytyjski generał[2].

## Luty
- 7 lutego – w wyniku masowych protestów dyktator Haiti Jean-Claude Duvalier opuścił kraj i udał się do Francji na emigrację. Władzę przejął jeden z dowódców armii Henri Namphy[3].
- 16 lutego – wybory prezydenckie w Portugalii wygrał Mário Soares[3].
- 25 lutego:
  - w Moskwie rozpoczął się XXVII Zjazd KPZR. Podczas obrad delegaci przyjęli większością głosów (choć nie bez sprzeciwu opozycji) program demokratyzacji życia publicznego i zapowiedź reform społecznych[3].
  - po masowych demonstracjach przeciwko fałszerstwom wyborczym i opuszczeniu kraju przez dyktatora Ferdinanda Marcosa władzę na Filipinach przejęła przywódczyni opozycji Corazon Aquino[3].
- 28 lutego – w Sztokholmie zastrzelono premiera Szwecji Olofa Palme[3].

## Marzec
- 7 marca – w Południowej Afryce wprowadzono stan wyjątkowy[4].
- 20 marca – nowym premierem Francji został Jacques Chirac[3].

## Czerwiec
- 8 czerwca – wybory prezydenckie w Austrii wygrał kandydat Austriackiej Partii Ludowej Kurt Waldheim.

## Wrzesień
- 11 września – polskie media poinformowały, że minister spraw wewnętrznych Czesław Kiszczak wystąpił do prokuratora generalnego o zwolnienie do dnia 15 września wszystkich osób skazanych „za przestępstwa i wykroczenia przeciwko państwu i porządku publicznemu”[3].
- 26 września – zmarł Berthold Wells Key, brytyjski generał[5].

## Grudzień
- 10 grudnia – Pokojową Nagrodę Nobla otrzymał Elie Wiesel[3].